# Jesús Hernández
Jesús Alberto Hernández Blázquez (Avila, 28 settembre 1981) è un dirigente sportivo ed ex ciclista su strada spagnolo. Scalatore, professionista dal 2004 al 2017, dopo il ritiro è diventato direttore sportivo del team Eolo-Kometa, già Polartec/Kometa.

## Carriera
Hernández diventa professionista nel 2004 con la Liberty Seguros di Manolo Saiz. Nella squadra spagnola conosce Alberto Contador, del quale diventa amico. Nel 2006 passa quindi alla Relax-Gam, rimanendovi fino al 2007, anno di chiusura del team, e restando quindi senza contratto da pro per il 2008.
Nel 2009 viene messo sotto contratto dall'Astana di Johan Bruyneel, nella quale ritrova Contador. In breve ne diventa un fedele gregario, al pari di Daniel Navarro e Benjamín Noval, contribuendo ai suoi successi e seguendolo alla Saxo Bank-Sungard nel 2011 (divenuta poi Tinkoff) e alla Trek-Segafredo nel 2017. A seguito del ritiro del suo storico capitano, decide anche lui di smettere con il ciclismo professionistico al termine della Vuelta a España 2017. Non ha conseguito vittorie in carriera, anche se ha preso più volte parte ai Grandi Giri mettendosi in evidenza come gregario nelle tappe montuose.
Nel 2018 assume la carica di direttore sportivo del team Continental Polartec Kometa fondato dal suo ex capitano Alberto Contador.

## Piazzamenti

### Grandi Giri
- Giro d'Italia

2011: 28º
2016: 59º
2017: 49º
- Tour de France

2010: 140º
2011: 92º
2013: 43º
2014: ritirato (6ª tappa)
- Vuelta a España

2006: ritirato
2007: ritirato
2009: 19º
2012: 43º
2014: 21º
2016: 43º
2017: 64º

### Classiche monumento
- Giro delle Fiandre

2004: ritirato
2005: ritirato
- Parigi-Roubaix

2005: ritirato
- Liegi-Bastogne-Liegi

2009: ritirato
2017: ritirato
- Giro di Lombardia

2014: ritirato
2015: ritirato